# Ruohojoki
Ruohojoki este o arie protejată (arie specială de conservare — SAC, sit de importanță comunitară — SCI) din Suedia întinsă pe o suprafață de 35,8 ha, integral pe uscat.

## Localizare
Centrul sitului Ruohojoki este situat la coordonatele 67°37′00″N 22°32′25″E / 67.6167°N 22.5402°E.

## Înființare
Situl Ruohojoki a fost declarat sit de importanță comunitară în decembrie 1995 pentru a proteja un număr necunoscut de specii din flora spontană și fauna sălbatică aflate în arealul zonei. Situl a fost protejat și ca arie specială de conservare în martie 2011.

## Biodiversitate
Situată în ecoregiunea boreală, aria protejată conține 2 habitate naturale: Mlaștini turboase de tranziție și turbării mișcătoare, Taiga vestică.
La baza desemnării sitului se află un număr nedeclarat de specii protejate.